# Рохас, Рикардо Исмаэль
Рика́рдо Исмаэ́ль Ро́хас Мендо́са (исп. Ricardo Ismael Rojas Mendoza; род. 26 января 1971, Посадас) — парагвайский футболист, игравший на позиции защитника, в частности, за аргентинские «Эстудиантес» и «Ривер Плейт». Участник Кубка Америки 1997 года и чемпионата мира 1998 года в составе национальной сборной Парагвая.

## Клубная карьера
Рохас родился в аргентинском городе Посадас и начинал свою карьеру в молодёжной команде «Архентинос Хуниорс» в 1991 году. В том же году перешёл в парагвайский клуб «Серро Кора» и провёл за команду 15 матчей. В 1992 году он присоединился к местному гранду «Либертад», где сумел завоевать место в основной команде, сыграв более 50 матчей в лиге за три сезона. После пяти лет в Парагвае Рохас вернулся в Аргентину, подписав контракт с клубом «Эстудиантес».
В «Эстудиантесе» четыре сезона играл на позиции левого защитника, сыграв более 120 матчей в чемпионате, но не завоевав ни одного трофея. В июле 1999 года 28-летний футболист переехал за границу и присоединился к «Бенфике» вместе со своим товарищем по команде Карлосом Боссио, этот трансфер он назвал высшим достижением в своей карьере. По данным издания Record, гонорар обоих составил три миллиона долларов. 12 сентября дебютировал в выездном матче против «Санта-Клары» (3:0). Рохас сыграл 30 игр во всех соревнованиях, в основном на позиции правого защитника. Однако в сезоне 2000/2001 подписание Ивана Дудича справа и прорыв Диогу Луиша слева серьёзно сократили игровое время защитника, поэтому в феврале 2001 года был отдан в аренду в «Ривер Плейт». Его зарплата там составила 500 тысяч долларов, став одной из самых высоких в лиге.
Первое время под руководством Америко Гальего Рохас мог играть только в Кубке Либертадорес из-за слишком позднего перехода. В 2001—2002 годах, уже под руководством Рамона Диаса, Рохас чередовался с Матиасом Леки на левом фланге и, несмотря на предположения, что защитник покинет команду, в начале 2002 года он подписал постоянный контракт. 11 марта 2002 года футболист забил свой единственный гол на высшем уровне, внеся свой вклад в разгром главного соперника «Ривера», клуба «Бока Хуниорс». После забитого гола получил прозвище вазелин. Рохас отыграл за «Ривер» ещё четыре года, завершив карьеру в 2007 году после непродолжительного пребывания в «Бельграно». После футбола он стал фермером и вернулся в свой родной город.

## Карьера в сборной
Несмотря на то, что Рохас родился в Аргентине, его бабушка и дедушка были из Парагвая. Защитник надеялся сыграть за Аргентину, но из-за жёсткой конкуренции так и не получил вызов, поэтому вместо этого решил представлять Парагвай. Сам Рохас объяснял в 1999 году: «Мои бабушка и дедушка были парагвайцами, и до того, как я играл в Аргентине, меня уже пригласили играть за Парагвай. Тем не менее, я отказался от этого предложения, потому что хотел играть за сборную Аргентины, но вскоре понял, что мои шансы невелики. Как раз перед чемпионатом мира во Франции я снова получил приглашение от Парагвайской футбольной ассоциации и в итоге принял его и представлял Парагвай на чемпионате мира».
4 июня 1997 года Рохас дебютировал в официальных матчах в составе национальной сборной Парагвая в товарищеском матче против США (0:0). В том же году был основным защитником парагвайцев на Кубке Америки, проходившем в Боливии, отыграв весь групповой этап, но оставшись на скамейке запасных в проигранном четвертьфинале против Бразилии (0:2).
В следующем году был включен в заявку национальной команды на чемпионат мира 1998, однако во Франции, где проходил мундиаль, на поле не выходил.
Всего в течение карьеры в национальной команде, длившейся два года, провёл в её форме 9 матчей.